# Guxhagen
Guxhagen település Németországban, Hessen tartományban. Lakosainak száma 5483 fő (2023. december 31.).

## Népesség
A település népességének változása:
| Lakosok száma | 5257 | 5315 | 5355 | 5457 | 5481 | 5483 |
|               | 2010 | 2017 | 2019 | 2021 | 2022 | 2023 |